# Дасийная нотация

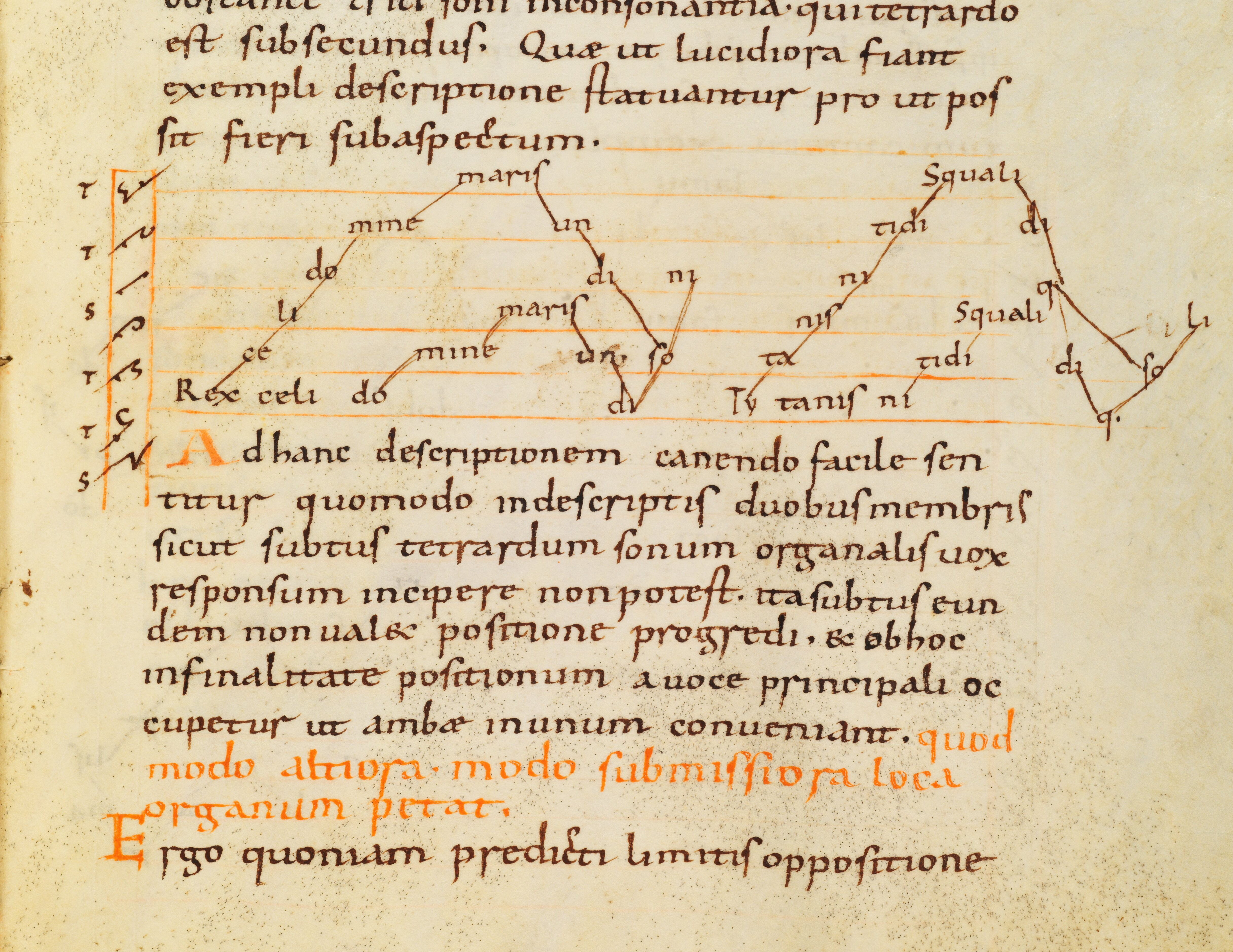
Двухголосная обработка (органум) секвенции «Rex caeli Domine», записанная в системе дасийной нотации. Рукопись конца IX в. из Бамбергской государственной библиотеки. Дасийные знаки расположены слева от (шести) линеек наподобие современных ключей. (Для самого нижнего, седьмого по порядку, знака, похожего на латинскую N, линейка не прочерчена). Промежутки между линейками, заполненные слогами текста (в отличие от классической пятилинейной нотации), соответствуют соседним ступеням дасийного звукоряда (в данном примере - его фрагмента), в современной расшифровке: a-g-f-e-d-c-b. Буквы t и s слева от дасийных знаков указывают на интервалы (соответственно) целого тона и полутона ниже ступени, на которую указывает знак.

Даси́йная нотация — система буквенной и буквенно-линейной (смешанной) музыкальной нотации, получившая распространение в западной Европе в конце IX и в X веках. Впервые изложена в анонимном трактате «Musica enchiriadis» (конец IX в.). Дасийная нотация встречается в дидактических пособиях вплоть до начала XII века; в поздних рукописях её дублирует (и вытесняет) латинская буквенная нотация.
Историческое значение дасийной нотации в том, что именно в ней зафиксированы первые в истории образцы многоголосной европейской музыки (органумы, секвенции, тропы). Дасийная нотация также использовалась для записи григорианской монодии — преимущественно в учебных целях (для письменной фиксации и разучивания так называемых псалмовых тонов). 

## Краткая характеристика
В основе графики дасийной нотации лежит знак дасия в его древнейшем виде: ├. К вершине этой (исходной) графемы приписаны крошечные буквы S и C. Получившиеся таким образом комбинированные графемы используются в прямом (с небольшим наклоном вправо) и модифицированном (горизонтальные и вертикальные инверсии на 180 и 90 градусов) начертании. Каждой ступени тетрахорда структуры ТПТ («дасийный» тетрахорд) соответствует уникальный знак дасийной нотации, при этом знак для третьей (снизу) ступени по начертанию не является производным от дасии (эта ступень нотирована всякий раз по-разному, в виде прописных латинских букв N, I и их графических модификаций). Последнее обстоятельство связано с тем, что ниже этой ступени в структуре дасийного тетрахорда лежит полутон (знаки на основе дасии указывают на прилежащий снизу тон).
Полный дасийный звукоряд строится как цепочка из четырёх дасийных тетрахордов (лат. graves, finales, superiores, excellentes — [тетрахорды] низких, финальных, верхних, высших), разделённых целыми тонами (всегда дизъюнктное сочетание; в отличие от Полной системы греков, где тетрахорды могли сочетаться конъюнктно, либо дизъюнктно). Сверху этой цепочки добавлены ещё две ступени неполного тетрахорда (лат. residui букв. «остальные, оставшиеся»): 

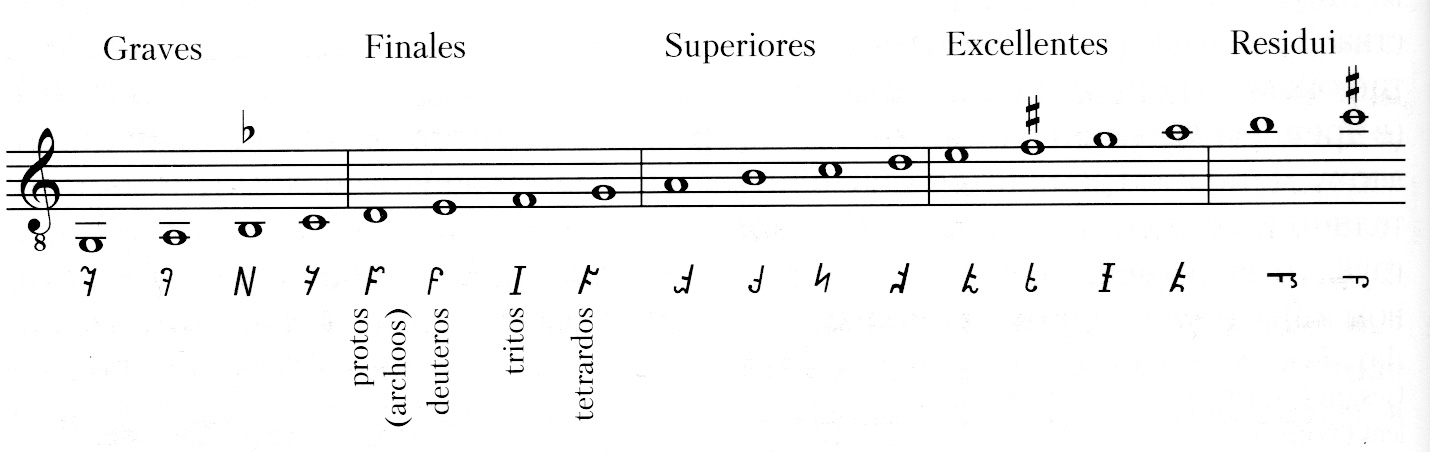
Полный дасийный звукоряд (современная транскрипция). Ступени каждого тетрахорда носили (латинизированные) греческие названия: protos, deuteros, tritos, tetrardos (на схеме показаны только для тетрахорда finales).

Необычная — миксодиатоническая — структура звукоряда, как считают учёные, была обусловлена стремлением организовать многоголосие, которое на начальном этапе выглядело как дублирование основного голоса (cantus firmus) в чистую квинту вверх и вниз от него (см. Органум). В отличие от диатонического звукоряда, в дасийном звукоряде между одинаковыми по названию ступенями (обозначены числительными на греческий манер — protos, deuteros, tritos, tetrardos) любых соседних тетрахордов всегда — квинтовый консонанс. Например, между протой финальных (protos finalium) и протой верхних (protos superiorum) — квинта d-a, между тритой финальных (tritos finalium) и тритой низких (tritos gravium) — квинта f-B и т.п.
В отличие от невменной нотации, получившей в IX-X вв. широчайшее распространение, дасийная запись музыки давала возможность исполнять любой распев не по памяти, а «по нотам», главным образом, для того чтобы «открывать неизвестную мелодию по известному качеству [звуков] и [звуко]ряду, через [нотные] знаки». 
Само начертание дасийных нот, прямо указывавших на интервальный контекст (например, начертание третьих ступеней недасийными знаками указывало певчему на тождество их модальных функций [снизу полутон, сверху тон], как и на то, что эти ноты можно петь в одновременности [в квинту]), революционизировало практику европейского музыкального образования. Впервые в истории музыки не только знакомые, но даже незнакомые распевы («ignota mela») стало возможным петь «с листа» и, более того, на ходу (по несложным правилам) присочинять к основному голосу органальный не опасаясь диссонансов.